# Georg von Hohenberg
Georg Friedrich Maximilian Jaroslav Petrus Canisius Markus Hubertus Maria Herzog von Hohenberg, duca di Hohenberg (Artstetten-Pöbring, 25 aprile 1929 – 24 luglio 2019), era il secondogenito di Massimiliano, Duca di Hohenberg e della Contessa Maria di Waldburg at Wolfegg and Waldsee; egli era pertanto nipote dell'Arciduca Francesco Ferdinando d'Austria-Este e di Sophie Chotek von Chotkowa. Fu Duca di Hohenberg dal 1977 al 2019.

## Biografia
Il principe Giorgio nacque il 25 aprile 1929 nel Castello di Artstetten in località Artstetten-Pöbring; secondogenito del duca di Hohenberg, Massimiliano e della contessa Elisabeth von Waldburg zu Wolfegg und Waldsee.
Nel 1977 alla morte del fratello maggiore Francesco Ferdinando, divenne il terzo duca di Hohenberg.
Giorgio è stato un diplomatico austriaco in diversi paesi. Il suo ultimo incarico diplomatico presso la Santa Sede durante il pontificato di Papa Giovanni Paolo II.

## Discendenza
Sposò, il 4 luglio 1960, la principessa Eleonore von Auersperg-Breunner. La coppia ha avuto tre figli:
- Nikolaus (1961 – viv.), sposato con la contessa Marie Elisabeth of Westphalen-Furstenberg. La coppia ha avuto quattro figli.
  - Karl (1991)
  - Johanna (1993)
  - Theresa (1996)
  - Sophie (2000)
- Henriette (1962 – viv.)
- Maximilian (1970 – viv.), sposato con Emilia Oliva Cattaneo Vieti. La coppia ha avuto tre figli.
  - Nikolaus (2001)
  - Louise (2004)
  - Leopold (2006)

## Ascendenza
|                                                |                                           |                                               | Genitori                                    |  |  | Nonni |  |  | Bisnonni                        |  |  | Trisnonni                        |  |
|                                                |                                           |                                               |                                             |  |  |       |  |  | Carlo Ludovico d'Asburgo-Lorena |  |  | Francesco Carlo d'Asburgo-Lorena |  |
|                                                |                                           |                                               |                                             |  |  |       |  |  | Carlo Ludovico d'Asburgo-Lorena |  |  | Francesco Carlo d'Asburgo-Lorena |  |
|                                                |                                           | Sofia di Baviera                              |                                             |  |  |       |  |  | Carlo Ludovico d'Asburgo-Lorena |  |  |                                  |  |
| Francesco Ferdinando d'Asburgo-Este            |                                           |                                               |                                             |  |  |       |  |  | Carlo Ludovico d'Asburgo-Lorena |  |  |                                  |  |
|                                                |                                           | Maria Annunziata di Borbone-Due Sicilie       | Ferdinando II delle Due Sicilie             |  |  |       |  |  |                                 |  |  |                                  |  |
|                                                |                                           | Maria Annunziata di Borbone-Due Sicilie       | Ferdinando II delle Due Sicilie             |  |  |       |  |  |                                 |  |  |                                  |  |
|                                                |                                           | Maria Annunziata di Borbone-Due Sicilie       | Maria Teresa d'Asburgo-Teschen              |  |  |       |  |  |                                 |  |  |                                  |  |
| Maximilian von Hohenberg                       |                                           | Maria Annunziata di Borbone-Due Sicilie       |                                             |  |  |       |  |  |                                 |  |  |                                  |  |
|                                                |                                           | Bohuslaw Chotek von Chotkow                   | Karl Chotek von Chotkow                     |  |  |       |  |  |                                 |  |  |                                  |  |
|                                                |                                           | Bohuslaw Chotek von Chotkow                   | Karl Chotek von Chotkow                     |  |  |       |  |  |                                 |  |  |                                  |  |
|                                                |                                           | Bohuslaw Chotek von Chotkow                   | Marie Berchtold von Ungarschitz             |  |  |       |  |  |                                 |  |  |                                  |  |
| Sophie Chotek von Chotkowa                     |                                           | Bohuslaw Chotek von Chotkow                   |                                             |  |  |       |  |  |                                 |  |  |                                  |  |
|                                                |                                           | Wilhelmine Kinsky von Wchinitz und Tettau     | Joseph Kinsky von Wchinitz und Tettau       |  |  |       |  |  |                                 |  |  |                                  |  |
|                                                |                                           | Wilhelmine Kinsky von Wchinitz und Tettau     | Joseph Kinsky von Wchinitz und Tettau       |  |  |       |  |  |                                 |  |  |                                  |  |
|                                                |                                           | Wilhelmine Kinsky von Wchinitz und Tettau     | Marie Czernin von Chudenitz                 |  |  |       |  |  |                                 |  |  |                                  |  |
| Georg von Hohenberg                            |                                           | Wilhelmine Kinsky von Wchinitz und Tettau     |                                             |  |  |       |  |  |                                 |  |  |                                  |  |
|                                                | Franz von Waldburg zu Wolfegg und Waldsee | Friedrich von Waldburg zu Wolfegg und Waldsee |                                             |  |  |       |  |  |                                 |  |  |                                  |  |
|                                                | Franz von Waldburg zu Wolfegg und Waldsee | Friedrich von Waldburg zu Wolfegg und Waldsee |                                             |  |  |       |  |  |                                 |  |  |                                  |  |
|                                                | Franz von Waldburg zu Wolfegg und Waldsee | Elisabeth von Königsegg-Aulendorf             |                                             |  |  |       |  |  |                                 |  |  |                                  |  |
| Maximilian von Waldburg zu Wolfegg und Waldsee | Franz von Waldburg zu Wolfegg und Waldsee |                                               |                                             |  |  |       |  |  |                                 |  |  |                                  |  |
|                                                |                                           | Sophie von und zu Arco-Zinneburg              | Maximilian von und zu Arco-Zinneburg        |  |  |       |  |  |                                 |  |  |                                  |  |
|                                                |                                           | Sophie von und zu Arco-Zinneburg              | Maximilian von und zu Arco-Zinneburg        |  |  |       |  |  |                                 |  |  |                                  |  |
|                                                |                                           | Sophie von und zu Arco-Zinneburg              | Leopoldine von Waldburg Zeil und Trauchburg |  |  |       |  |  |                                 |  |  |                                  |  |
| Elisabeth von Waldburg zu Wolfegg und Waldsee  |                                           | Sophie von und zu Arco-Zinneburg              |                                             |  |  |       |  |  |                                 |  |  |                                  |  |
|                                                |                                           | Georg Christian Franz von Lobkowicz           | August Longin von Lobkowicz                 |  |  |       |  |  |                                 |  |  |                                  |  |
|                                                |                                           | Georg Christian Franz von Lobkowicz           | August Longin von Lobkowicz                 |  |  |       |  |  |                                 |  |  |                                  |  |
|                                                |                                           | Georg Christian Franz von Lobkowicz           | Maria Anna Bertha zu Schwarzenberg          |  |  |       |  |  |                                 |  |  |                                  |  |
| Maria Sidonia Sophie von Lobkowicz             |                                           | Georg Christian Franz von Lobkowicz           |                                             |  |  |       |  |  |                                 |  |  |                                  |  |
|                                                |                                           | Anna Maria del Liechtenstein                  | Luigi II del Liechtenstein                  |  |  |       |  |  |                                 |  |  |                                  |  |
|                                                |                                           | Anna Maria del Liechtenstein                  | Luigi II del Liechtenstein                  |  |  |       |  |  |                                 |  |  |                                  |  |
|                                                |                                           | Anna Maria del Liechtenstein                  | Franziska Kinsky von Wchinitz und Tettau    |  |  |       |  |  |                                 |  |  |                                  |  |
|                                                |                                           | Anna Maria del Liechtenstein                  |                                             |  |  |       |  |  |                                 |  |  |                                  |  |